# Remo Sernagiotto

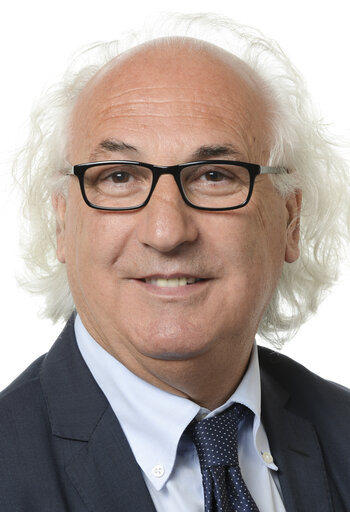
Remo Sernagiotto, 2014

Remo Sernagiotto (* 1. September 1955 in Montebelluna; † 29. November 2020) war ein italienischer Politiker (Democrazia Cristiana, Forza Italia).

## Leben
Sernagiotto war zunächst Mitglied der Democrazia Cristiana und wechselte später zur Forza Italia.
Sernagiotto war seit 2014 Abgeordneter im Europäischen Parlament. Dort war er Mitglied im Fischereiausschuss und in der Delegation im Ausschuss für parlamentarische Kooperation EU-Russland.